# Organisatie

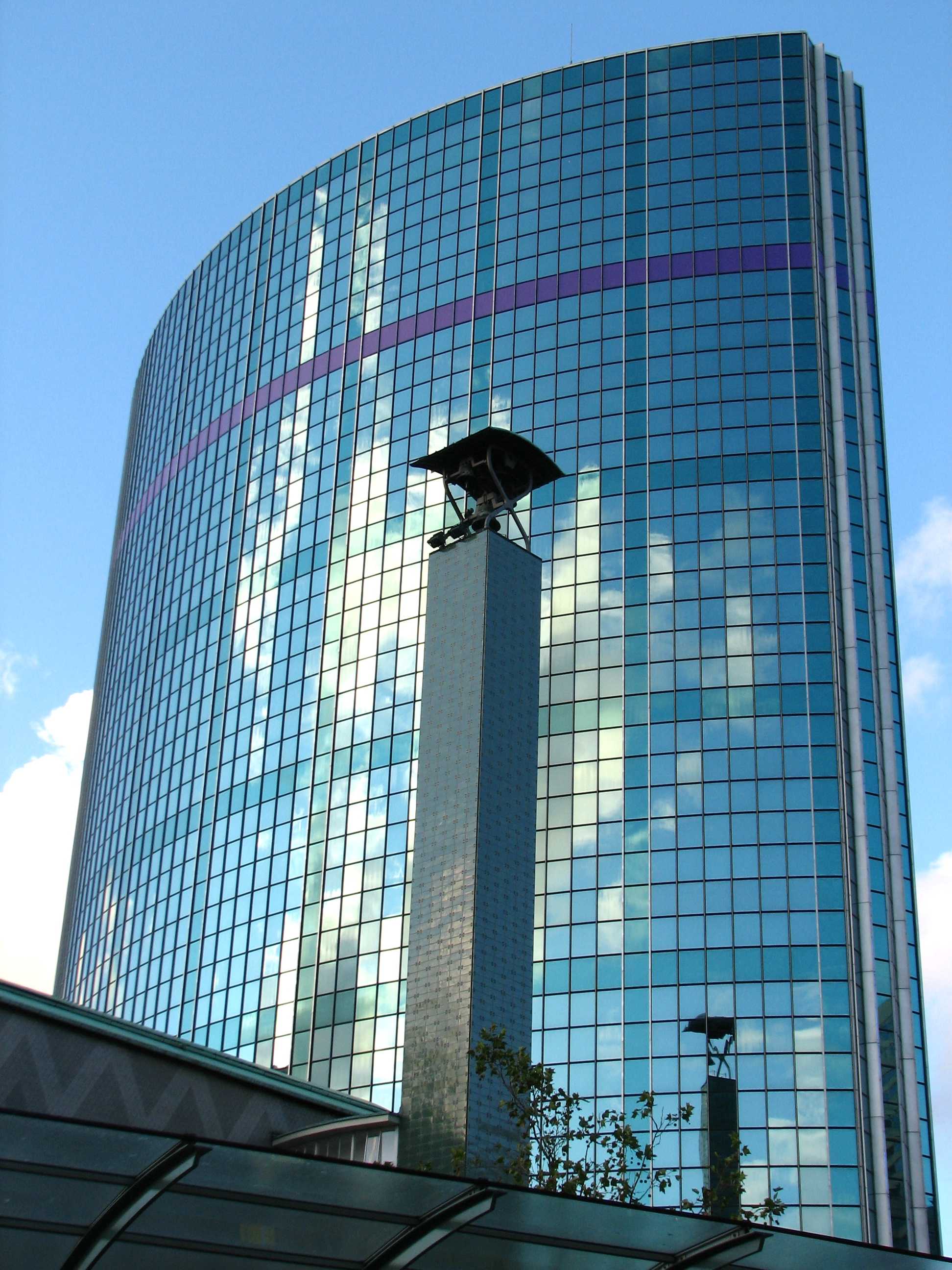
WTC-beursgebouw in Rotterdam, een bedrijvenverzamelgebouw waarin allerlei organisaties zijn gevestigd.

Een organisatie is een samenbundeling van kennis en vaardigheden tussen drie of meer personen, die middelen en activiteiten aanwenden voor de voorziening in de behoefte aan producten en diensten. 
Organisatie is een overkoepelende term voor specifiekere termen als instituut, instantie, bedrijf, vennootschap, stichting of vereniging. Ook een eenmansbedrijf, Vof of BV zonder personeel in dienst wordt vaak een organisatie genoemd. 
In de economie is een organisatie 'het geheel van productiefactoren, procedures en individuen die samenwerken om een bepaalde doelstelling te bereiken'.

## Algemeen
De drie basispijlers waarop elke organisatie berust zijn kennis, kader en controle.
- Onder kennis wordt alle wetenschap, die nodig is voor het goed functioneren van de ingenomen positie verstaan. Dit betreft bijvoorbeeld technische kennis, organisatieleer, gedragswetenschap (hoe reageren mensen) communicatieleer, kennis hebben van de consequenties van de beslissingen en gedragingen (risicoanalyse), enzovoort.
- Onder kader vallen alle hiërarchische lagen van de organisatie, de niveaus waar beslissingen worden genomen en opdrachten worden gegeven.
- Onder controle wordt verstaan dat iedereen in zijn functioneren en handelen dient te worden gecontroleerd.

De organisatie maakt zowel gebruik van de gezamenlijke kennis van de deelnemers over de organisatie en haar functioneren, als van kennis van een specifiek persoon of een specifieke groep personen.
Een organisatie dient op alle niveaus te worden gecontroleerd. De belangrijkste doelstellingen hierbij zijn: verbetering van het functioneren en het gedrag van de betrokken persoon, spiegel voorhouden, bijscholing, evenals het voorkomen van fraude en corruptie. Controle wordt echter vaak bemoeilijkt door overwegingen van privacy.

## Hoofdkenmerken
- Samenwerkingsverbanden: organisaties zijn sociale eenheden, samengesteld uit groepen, personen met bepaalde patronen van interactie.
- Doelgerichtheid: organisaties zijn steeds een middel om een doel te bereiken.
- Organisaties zijn (meestal) formeel. Doelgerichte samenwerkingsverbanden moeten een formele, rationele structuur of ontwerp hebben om te kunnen spreken van een organisatie. De formele organisatie met sterke juridische structuur vormen het belangrijkste object van de organisatiekunde.
- Organisaties zijn relatief permanent: doelgerichte samenwerkingsverbanden bestaan op relatieve permanente basis. Deze permanentie is een doel of een uitgangspunt die niet altijd bereikt zal kunnen worden, vandaar 'relatief'.
- Organisaties gebruiken middelen of technologie. Dit kunnen gebouwen, machines, grondstoffen zijn, maar ook mensen, kennis en kunde.
- Er is coördinatie en taakverdeling. Om het vooropgestelde doel te kunnen bereiken met een bepaalde groep mensen zullen er taken moeten verdeeld worden. Samenwerking en taakverdeling hangen dus met elkaar samen en men spreekt dan over functionalisatie.

## Organisatietypen

### Soorten
- Bedrijven, met bedrijfseconomische doelen met als juridische vorm de vennootschap
- Instellingen, met niet-economische doelen (sociaal, politiek, ecologisch) met als juridische vorm de vereniging of de stichting, of met een bestuursrechtelijk karakter.
- Criminele organisaties, die eveneens economische doelen hebben, maar zich onttrekken aan maatschappelijke controle

### Belanghebbenden

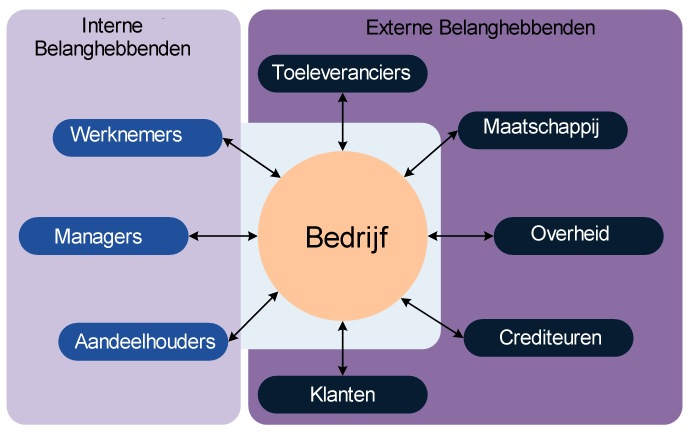
Enige belanghebbenden bij een bedrijf.

Een belanghebbende of stakeholder is een persoon of organisatie die invloed ondervindt (positief of negatief) of zelf invloed kan uitoefenen op een specifieke organisatie, een overheidsbesluit, een nieuw product of een project.
Voor ondernemingen zijn stakeholders bijvoorbeeld werknemers, milieuorganisaties en omwonenden.
Door de invloed die stakeholders kunnen uitoefenen is het voor ondernemingen belangrijk om rekening te houden met stakeholders. De invloed kan zowel positief als negatief zijn op het verwezenlijken van het bedrijfsbelang.

### Formele en informele organisatie
Er wordt onderscheid gemaakt in de formele organisatie en de informele organisatie. De formele organisatie is het geheel van de officieel vastgestelde procedures en gezagsverhoudingen, zoals vastgesteld in het organisatieschema. De informele organisatie is de sociale structuur van de werknemers, die het werk en de gedragscodes met elkaar afstemmen.

### Specifieke organisaties
- arbeidsorganisatie
- burgerrechtenorganisatie
- hulporganisatie
- jongerenorganisatie
- niet-gouvernementele organisatie
- onderwijsorganisatie
- overheidsinstantie
- vrijwilligersorganisatie
- zelfstandig bestuursorgaan
- geloofspartijen

## Interne structuur

### Organisatieschema
Een organisatieschema, organogram of organigram is een afbeelding, model of schema van een organisatiestructuur van een onderneming; Een dergelijk schema brengt in kaart uit hoeveel verschillende divisies en afdelingen een organisatie bestaat (eventueel wie het hoofd is en wie medewerkers), en in welke hiërarchische verhouding de afdelingen en medewerkers ten opzichte van elkaar staan.

### Organisatiestructuur
De organisatiestructuur is de wijze waarop taken binnen een organisatie zijn verdeeld en de wijze waarop vervolgens afstemming tussen deeltaken tot stand is gebracht. Het heeft dus te maken met de verdeling van activiteiten over afdelingen en de taken van de werknemers. De organisatiekunde is de theorie van het opzetten van organisaties. De organisatiestructuur is een hulpmiddel dat ervoor moet zorgen dat een organisatie haar doelen kan bereiken. Het vraagstuk van de juiste organisatiestructuur speelt met name binnen grote organisaties. Daar moet men nadenken over zaken als taakverdeling, verdeling van verantwoordelijkheden en van bevoegdheden en daarmee samenhangend over het coördineren van die taken en verantwoordelijkheden.
De bekendste organisatiestructuren zijn:
- lijnorganisatie
- lijn-staforganisatie
- projectorganisatie
- matrixorganisatie

## Deelorganisaties
Een organisatie is vaak op haar beurt opgebouwd uit allerlei deelorganisaties met afzonderlijke taken. Elke deelorganisatie heeft een eigen (verklarende) naam. Een organogram maakt duidelijk wat de plaats (expertise, verantwoordelijkheden, taken e.d.) van die deelorganisatie is in het grote geheel. Een systeem kan zijn om iedere deelorganisatie aan te duiden door middel van een letter, waarbij het hoofd van de gehele organisatie één letter heeft en vervolgens iedere ondergeschikte organisatie één letter extra krijgt. Zo ziet of herkent men direct waar bijvoorbeeld een deelorganisatie met vier letters in de totale organisatie past. Door ‘slimme’ letters te kiezen (bijvoorbeeld een P voor de Personeel-deelorganisatie), heeft men snel inzicht in de plaats van die deelorganisatie binnen het grote geheel.

## Rechtsvormen
De rechtsvorm van een bedrijf, onderneming of in bredere zin een organisatie, is de juridische vorm waarin de onderneming is gegoten. De eenvoudigste bedrijfsvorm is de eenmanszaak. Bij de eenmanszaak is de eigenaar van de zaak ook de bestuurder en is de winst of het verlies van de onderneming gelijk aan de winst of het verlies van de ondernemer.
Andere rechtsvormen zijn:
- vennootschap onder firma (VOF)
- commanditaire vennootschap (CV)
- besloten vennootschap (BV)
- naamloze vennootschap (NV)
- vereniging
- coöperatieve vereniging of coöperatie
- stichting

## Organisatiekunde
Binnen het bedrijfsleven heeft kennis op dit gebied van de organisatiekunde zich vooral ontwikkeld in de Verenigde Staten tijdens de tweede industriële revolutie aan het eind van de 19e eeuw. Dit kwam doordat er met de ontwikkeling van de massa-industrie en de mogelijkheden die dit bood ook vele problemen ontstonden, met name op het gebied van efficiëntie.